# Collinsville (Alabama)
Collinsville – miasto w Stanach Zjednoczonych, w stanie Alabama, w hrabstwie DeKalb. W roku 2023 miasto zamieszkiwały 2064 osoby, a gęstość zaludnienia wynosiła 202,6 osoby/km².